# Polatlı
Polatlı è una città e uno dei distretti della provincia di Ankara, in Turchia.